# Skrzeszówka
Skrzeszówka (Skrzesówka) – część miasta Woźniki w Polsce,  w województwie śląskim, w powiecie lublinieckim.
W 1971 roku należała do gromady Lubsza i liczyła 48 mieszkańców. 1 stycznia 1973 włączona do Woźnik jako część sołectwa Ligota Woźnicka.